# الصيهد (الأحساء)
الصيهد حي في الهفوف في المنطقة الشرقية في المملكة العربية السعودية.

## الموقع
يقع حي الصيهد في مدينة الهفوف بمحافظة الأحساء شرق شارع الأمير فواز بن عبد العزيز، وشمال طريق الرياض وجنوب طريق الملك فهد، وغرب شارع بن سينا، كما يمر طريق الأمير سلمان من خلاله.

## المرافق
جامه الصيهد، والبريد السعودي بالسلمانية، ومسجد عبد اللطيف بن محمد العبد الله الملحم، وجامع الملحم، ومسجد الإسراء، ومكتب هيئة الأمر بالمعروف والنهي عن المنكر، ومركز الحبايب للتموينات، والمدرسة الٳبتدائية الثامنة عشر بالهفوف، ومدرسة الثانوية التاسعة للبنات، والروضة الرابعة بالهفوف ( بنات )، ومسجد الجارود، ومسجد مصعب بن عمير، ومركز شرطة الصيهد، وأسواق المحرق للتموينات، وفندق النعيم.